# Neosparassus thoracicus
Neosparassus thoracicus is een spinnensoort in de taxonomische indeling van de jachtkrabspinnen (Sparassidae).
Het dier behoort tot het geslacht Neosparassus. De wetenschappelijke naam van de soort werd voor het eerst geldig gepubliceerd in 1903 door Henry Roughton Hogg.